# SDSS J153520.37+305251.9
SDSS J153520.37+305251.9 ist eine Galaxie im Sternbild Corona Borealis am Nordsternhimmel. Sie ist schätzungsweise 1,4 Milliarden Lichtjahre von der Milchstraße entfernt und hat einen Durchmesser von etwa 80.000 Lichtjahren. Vom Sonnensystem aus entfernt sich das Objekt mit einer errechneten Radialgeschwindigkeit von näherungsweise 30.500 Kilometern pro Sekunde.
Im selben Himmelsareal befinden sich unter anderem die Galaxien PGC 55517, PGC 55581, PGC 1916512, PGC 1924568.